# Simone Ruffini
Simone Ruffini (Tolentino, 7 dicembre 1989) è un nuotatore italiano.

## Carriera
È un nuotatore di fondo specializzato nella distanza dei 5 km sia in linea che a cronometro. La sua carriera in nazionale è iniziata nel 2007 con la partecipazione agli Europei giovanili di Milano. L'anno dopo, nella stessa manifestazione a Sète, ha vinto il bronzo nella gara dei 3 km a squadre con Adriano Bei e Rachele Bruni. Nel 2009 è stato convocato ai campionati mondiali di Roma in cui è giunto nono nella gara dei 5 km individuali.
Ha vinto i suoi primi titoli italiani nel 2010 ai campionati primaverili (in vasca) e a quelli estivi (in acque libere). Ai Campionati europei di nuoto 2010 di Budapest vanta un terzo posto nella gara dei 5 km a cronometro e un secondo nella 5 km cronometro a squadre con Simone Ercoli e Rachele Bruni. Nello stesso anno ha nuotato ai mondiali di Roberval piazzandosi al decimo posto.
Nel 2011 ha partecipato in luglio ai campionati del mondo di Shanghai ripetendo il piazzamento nei 5 km di Roma; un mese dopo, sempre in Cina, alle Universiadi di Shenzhen ha vinto la medaglia d'oro vincendo la 10 km con un vantaggio di oltre due minuti sul secondo.
Nel 2015 ai mondiali di Kazan' ottiene la medaglia d'oro nella 25 km in acque libere.
Nel 2016 si classifica al sesto posto nella 10 km delle Olimpiadi di Rio,pochi mesi dopo vince la classifica di coppa del mondo.
Nel 2017 replica il risultato vincendo la classifica di coppa del mondo.

## Palmarès
| Campionati del mondo     | 5 km individuale | 10 km individuale | 25 km individuale | ---                                |
| 2009 Roma Italia         | 9º 56'47"3       | ---               | ---               | ---                                |
| 2011 Shanghai Cina       | 9º 56'47"3       | ---               | ---               | ---                                |
| 2013 Barcellona Spagna   | ---              | ---               | 7º 4h 47'42"7     | ---                                |
| 2015 Kazan' Russia       | ---              | 7º 1h 50'09"1     | Oro 4h 53'10”7    | ---                                |
| Mondiali in acque libere | 5 km individuale | ---               | ---               | ---                                |
| 2010 Roberval Canada     | 10º 58'00"4      | ---               | ---               | ---                                |
| Campionati europei       | 5 km cronometro  | 10 km individuale | 25 km individuale | 5 km crono squadre                 |
| 2010 Budapest Ungheria   | Bronzo 59'15"9   | ---               | ---               | Argento: 59'55"6 frazione: 59'54"0 |
| 2011 Eilat Israele       | ---              | 14º 1h 53'35"7    | ---               | ---                                |
| 2012 Piombino Italia     | ---              | 11º 1h 58'00"0    | 4º 5h 04'24"6     | ---                                |
| Universiadi              | ---              | 10 km individuale | ---               | ---                                |
| 2011 Shenzhen Cina       | ---              | oro 1h 58'00"74   | ---               | ---                                |
| Europei giovanili        | 5 km individuale | ---               | ---               | 3 km a squadre                     |
| 2007 Milano Italia       | 8º 58'35"5       | ---               | ---               | ---                                |
| 2008 Sète Francia        | 7º 1h 00'42"66   | ---               | ---               | Bronzo: 36'32"35                   |

### Altre competizioni
- Vincitore della Coppa del Mondo di nuoto di fondo nel 2016 e nel 2017.

### Campionati italiani
2 titoli individuali, così ripartiti:
- 1 nei 5000 m stile libero
- 1 nei 5 km di fondo a cronometro

nd = non disputata
| Anno | Edizione    | st.libero 1500 m | st.libero 5000 m |
| ---- | ----------- | ---------------- | ---------------- |
| 2009 | Primaverili | -                | 3                |
| 2010 | Primaverili | -                | 1                |
| 2011 | Invernali   | 3                | -                |

edizioni in acque libere
| Anno | Edizione | fondo 5 km | fondo 5 km cr. |
| ---- | -------- | ---------- | -------------- |
| 2009 | Fondo    | 3          | nd             |
| 2010 | Fondo    | 2          | 1              |
| 2011 | Fondo    | 3          | -              |